# Porte d'Elvira
Pour les articles homonymes, voir Elvira.
La porte d'Elvira (en espagnol : Puerta de Elvira) est une arche monumentale située à Grenade, en Andalousie (Espagne). Elle a été déclarée Bien de Interés Cultural en 1896. 
Elvira était le nom de la ville de Grenade avant l'arrivée des Maures. La porte d'Elvira et la calle de Elvira correspondent au tracé antique de la ville.   

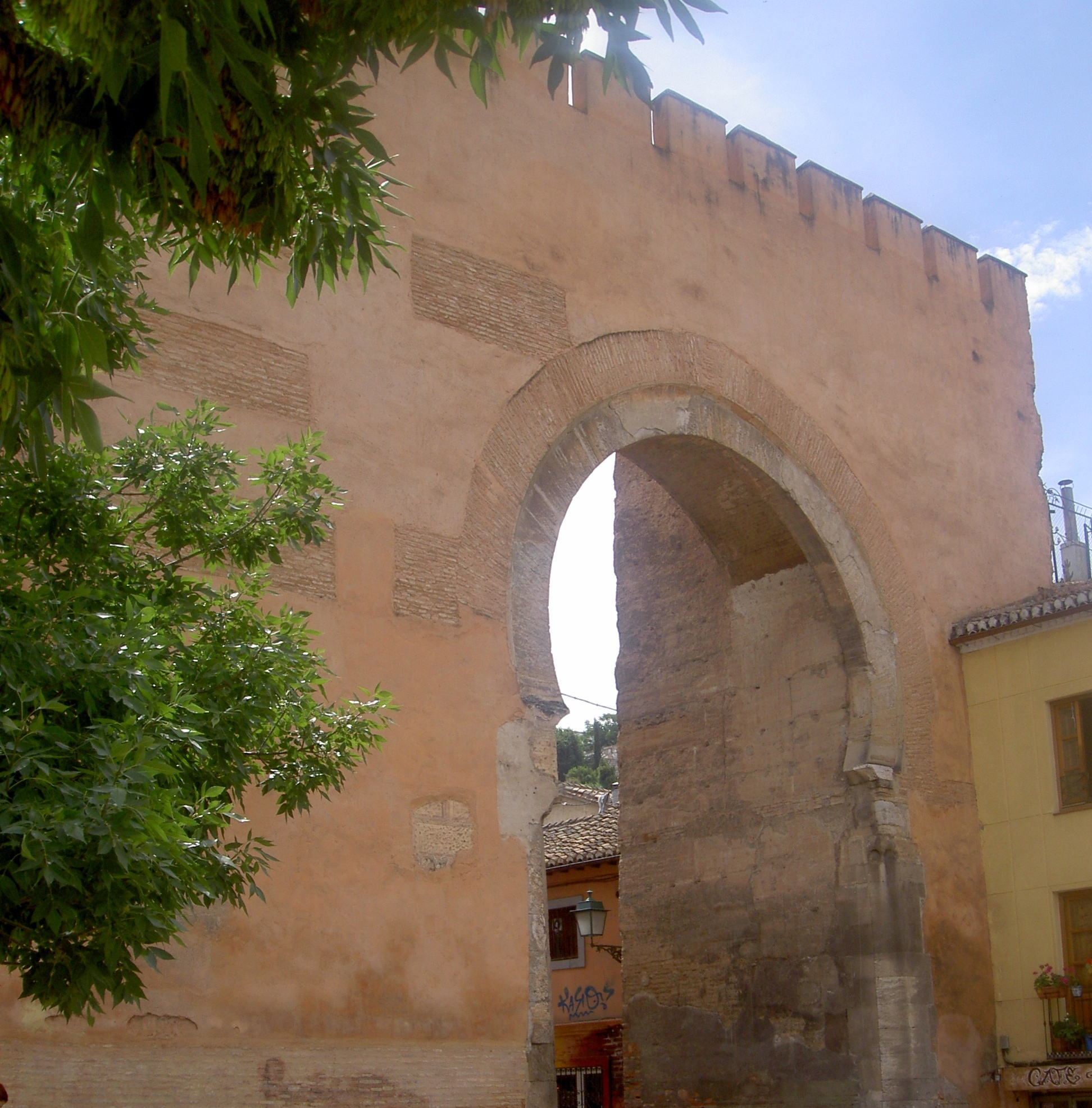
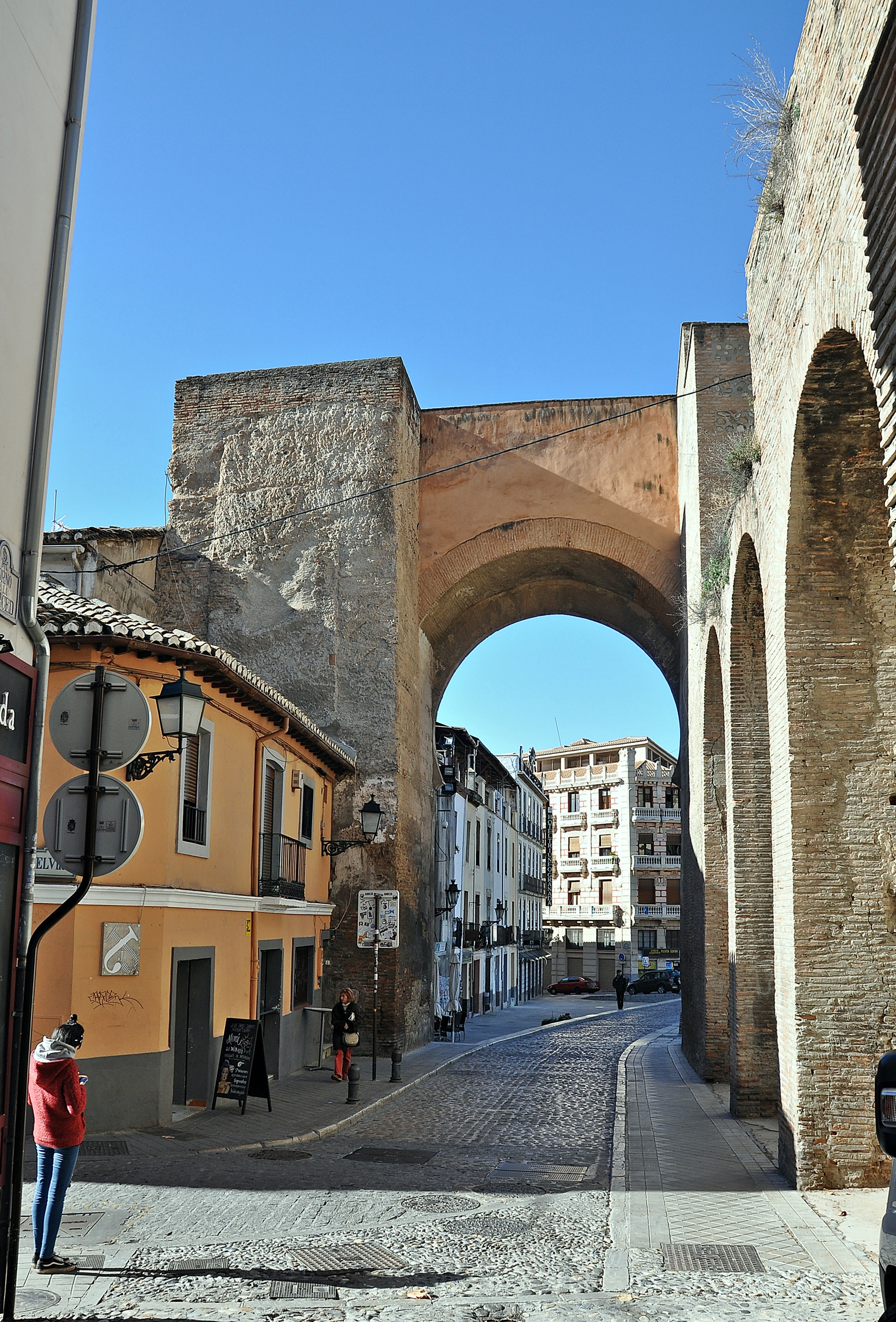
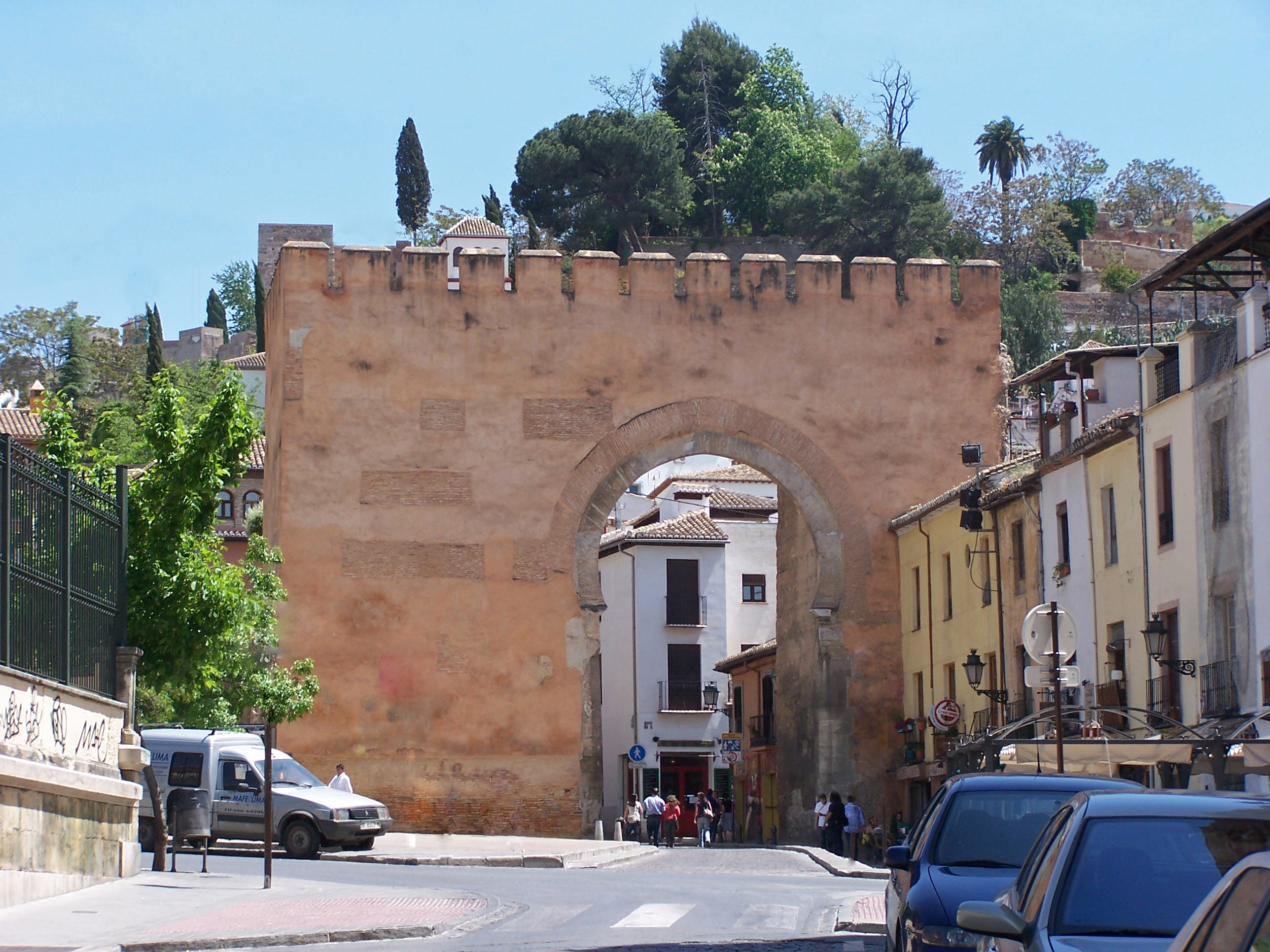
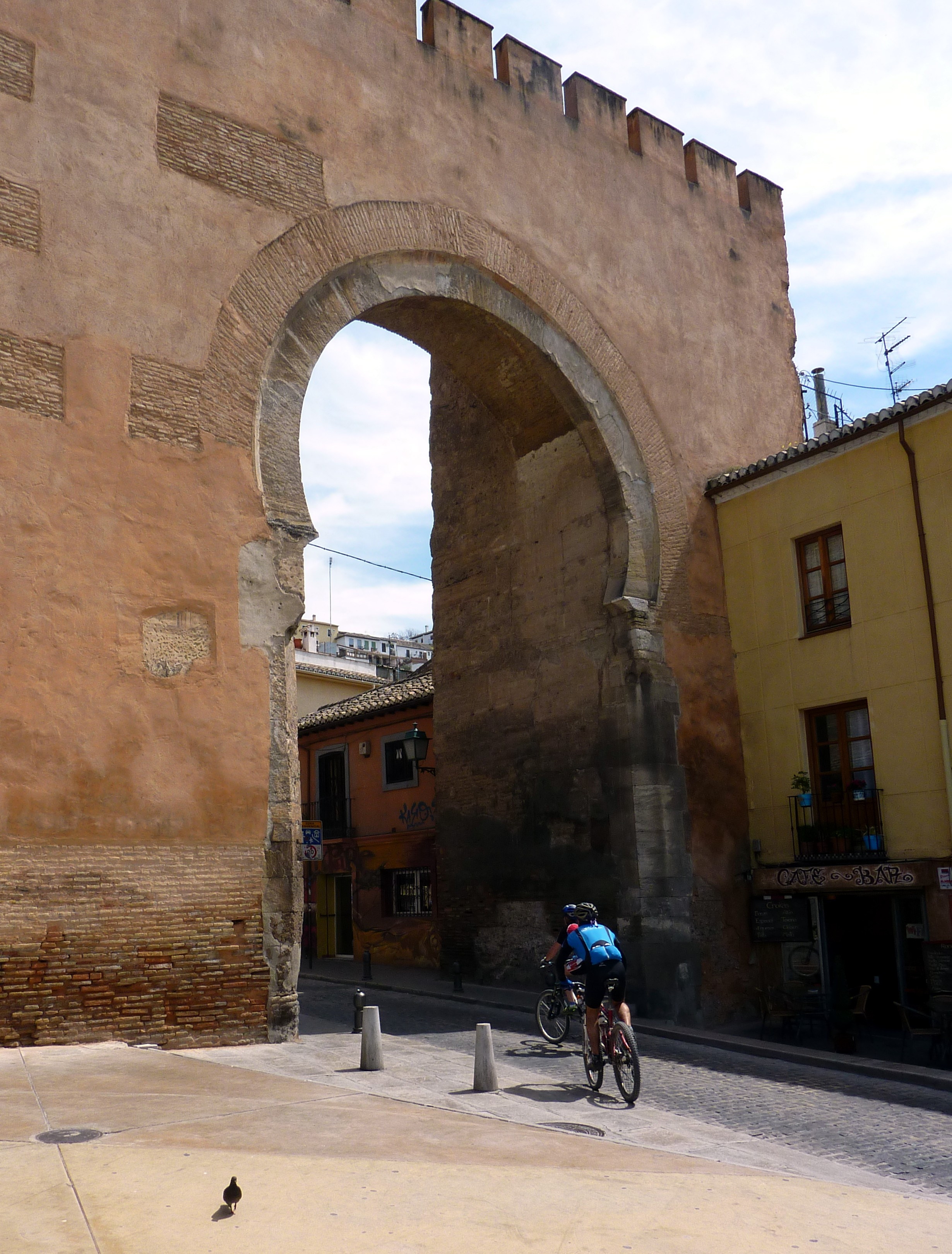

## Voir également
- Medina Elvira
- Liste des biens d'intérêt culturel de la province de Grenade (es)